# 安東尼冰川
69°47′S 62°45′W / 69.783°S 62.750°W
安東尼冰川是南極洲的冰川，位於帕爾默地東部，終點在赫斯特島南端對開海域，由美國探險家命名，現時由南極條約體系管理。